# Maria Johanna von Savoyen

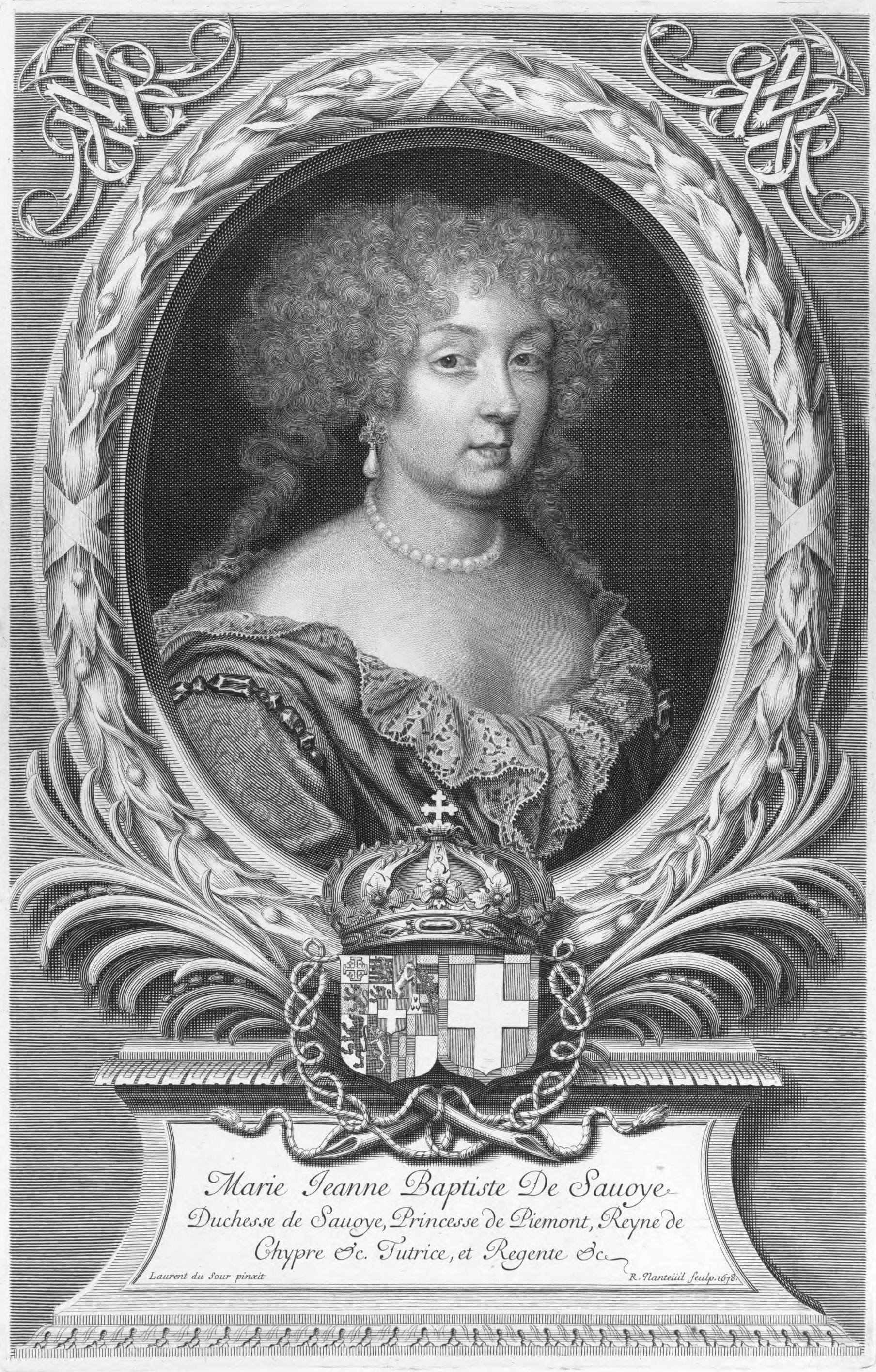
Porträt Maria Johanna von Savoyen von Robert Nanteuil, 1678

Maria Johanna von Savoyen, vollständiger Name Maria Johanna Baptista von Savoyen (* 11. April 1644 in Paris; † 15. März 1724 in Turin) war durch Heirat Herzogin von Savoyen, Gräfin von Genf und Regentin für ihren Sohn Viktor Amadeus II.

## Leben
Maria Johanna war die älteste Tochter von Karl Amadeus von Savoyen, sechster Herzog von Nemours, und seiner Frau Élisabeth de Bourbon (1614–1664), einzige Tochter von César de Bourbon, duc de Vendôme und seiner Frau Françoise von Lorraine. Urgroßvater mütterlicherseits war der französische König Heinrich IV. Ihre jüngere Schwester, Maria Francisca von Savoyen, war durch Heirat Königin von Portugal.
Da ihr Vater keine Söhne gezeugt hatte, waren sie und ihre Schwester Erbtöchter von dessen Gütern und entsprechend begehrt. Im Jahre 1662 wurde sie mit dem Herzog Karl V. von Lothringen verlobt, aber aus Staatsräson wurde die Verlobung aufgelöst. Am 10. Mai 1665 heiratete Prinzessin Maria Baptista in Paris den Herzog Karl Emanuel II. von Savoyen, dritter Sohn von Herzog Viktor Amadeus I. und seiner Frau Prinzessin Maria Christina von Frankreich, genannt Madame Royal. Aus der Ehe ging ein Sohn hervor:
- Viktor Amadeus II. (1666–1732), Herzog von Savoyen, König von Sardinien ⚭ 1684 Anne Marie d’Orléans

Im Auftrag Maria Johannas und Karl Emanuels II. fanden bedeutende Bauarbeiten an den herzoglichen Residenzen in Turin statt.
Nach dem frühen Tod ihres Ehemannes übernahm die ehrgeizige und energische Herzoginwitwe die Regentschaft für ihren minderjährigen Sohn. Das Verhältnis zu ihm war angespannt, da sie versuchte, die Zügel auch nach dessen formaler Volljährigkeit 1680 in der Hand zu behalten. Sie versuchte, den portugiesischen Thron für ihren Sohn zu gewinnen, da die erste Ehe ihrer Schwester mit dem König Alfons VI. von Portugal kinderlos blieb und aus deren zweiten Ehe mit dessen jüngeren Bruder, König Peter II., nur eine Tochter, Infantin Isabella Louise Josepha (1668–1690), hervorging, die Viktor Amadeus heiraten sollte. Wäre der portugiesische König ohne Sohn geblieben, wäre Viktor Amadeus nach dessen Tod sein Nachfolger geworden. Viktor Amadeus war jedoch gegen das Projekt, denn er hätte in Portugal als Prinzgemahl leben müssen, während die Mutter seine Stammlande weiterregiert hätte. Die Ehe scheiterte an einer schweren Krankheit des Thronfolgers, von der nicht bekannt ist, ob sie real oder vorgetäuscht war. Nach der erneuten Heirat ihres Schwagers und der Geburt eines portugiesischen Thronfolgers war der Plan endgültig zunichtegemacht. 1684 heiratete Viktor Amadeus eine französische Prinzessin, Maria Johanna zog sich widerwillig auf ihren Witwensitz zurück und starb am 15. März 1724 in Turin.